# Dysstroma cervina
Dysstroma cervina là một loài bướm đêm trong họ Geometridae.